# Un miracle
Un miracle est une pièce de théâtre de Sacha Guitry, une comédie en quatre actes créée au Théâtre des Variétés le 6 décembre 1927, avec notamment Pierre Fresnay et André Lefaur.